# Leonardo Bruni
Leonardo Bruni, též Leonardo Aretino či Arentinus (asi 1370 Arezzo – 9. března 1444 Florencie) byl italský historik a politik.
Někdy je označovaný za prvního moderního historika, neboť ve svých dílech odmítal všechny legendární prvky. Byl představitelem humanismu a žákem průkopníka humanismu Coluccio Salutatiho. Byl též významným politikem: papežským tajemníkem (1405–1414) a kancléřem (v zásadě premiérem) Florentské republiky (1410–1411, 1427–1444), v kterémžto úřadě nahradil svého učitele Salutatiho. Jeho politická moc byla ovšem limitována vlivem rodin Albizziů a Medicejských.
Ve svém díle Historiarium Florentinarum Libri XII jako první rozdělil dějiny civilizace na starověk, středověk a novověk (ačkoli éry vymezil jinými daty než pozdější moderní autoři, jejichž význam časem převládl).
Překládal do latiny díla Platóna, Plútarcha, Démosthena či Aristotela, a to novým způsobem: jako první středověký autor vynechal všechny scholastické a jiné tradiční dodatky či přípisky (komentáře) a přeložil opravdu jen původní texty antických autorů. Je vůbec autorem pojmu "překlad" (traductio) v jeho moderním významu (prvně pojmu užil v jednom svém dopise kolem roku 1400). Jeho dosud nevídaně autentické překlady měly obrovský vliv na renesanční kulturu (zem. Aristotelova Etika Nikomachova).
Velký vliv měl též jeho spis De studiis et litteris, v němž vyložil své názory na zásadní roli vzdělání, především pak jazykového. Z jeho pojmu studia humanitatis (zhruba "studia lidských snah") pocházejí pojmy humanismus i humanitní vědy. Byl zastáncem vzdělání žen. Jako první humanista se – v reakci na teze Platónovy – věnoval tématu stejnopohlavní lásky. Biografii věnoval Ciceronovi (v latině), v italštině pak napsal paralelní životopis Danteho a Petrarky. Někdy mu bylo připisováno i autorství několika komedií, ale autorem byl patrně jistý mnich z De la Sorte.
Zúčastnil se kostnického koncilu roku 1415. Byl pohřben v kostele sv. Kříže ve Florencii, jeho hrobku vytvořil sochař Bernardo Rossellino.